# Bytom
Bytom (nemško Beuthen) je mesto na jugu Poljske v bližini Katovic. Zgodovinsko Bytom spada v Šlezijo.
Od leta 1999 je del Šlezijskega vojvodstva, med letoma 1975 in 1998 pa je bilo mesto del Katoviškega vojvodstva. 